# 1619
1619 (MDCXIX) a fost un an comun al calendarului gregorian, care a început într-o zi de marți.

## Evenimente
- 9 mai: Ultima întrunire a Sinodului din Dort.
- 7 septembrie: Execuția celor trei iezuiți de la Cașovia (Melchior Grodziecki, Marko Krizin și Ștefan Pongrácz).

## Nașteri
- 24 februarie: Charles Le Brun, pictor și decorator francez; reprezentant al clasicismului; a creat decorațiile interioare la Versailles (d. 1690)
- 6 martie: Cyrano de Bergerac, dramaturg și eseist francez (d. 1655)
- 21 aprilie: Jan van Riebeeck, administrator colonial olandez (d. 1677)
- 28 august: Anne Genevieve de Bourbon-Condé, prințesă franceză (d. 1679)
- 29 august: Jean-Baptiste Colbert, economist francez (d. 1683)

## Decese
- 27 decembrie: Johann Sigismund, Elector de Brandenburg, 47 ani (n. 1572)